# Hybognathus hayi
Hybognathus hayi — вид риб роду Hybognathus з родини ялецевих. Поселяється на дні річок, живиться річковими рослинами. Поширений в басейні річки Міссісіпі. Максимальна довжина — 12 см.